# Бруно (муніципалітет)
Бруно (італ. Bruno, п'єм. Brun) — муніципалітет в Італії, у регіоні П'ємонт,  провінція Асті.
Бруно розташоване на відстані близько 460 км на північний захід від Рима, 70 км на південний схід від Турина, 22 км на південний схід від Асті.
Населення — 336 осіб (2014).
Щорічний фестиваль відбувається 24 серпня. Покровитель — святий Варфоломій.

## Демографія
Населення за роками:

Станом на 1 січня 2023 року в муніципалітеті офіційно проживало 18 іноземців з 7 країн, серед них 5 громадян країн Євросоюзу.

## Сусідні муніципалітети
- Бергамаско
- Карентіно
- Кассіне
- Кастельнуово-Бельбо
- Момбаруццо